# Klaus Graf

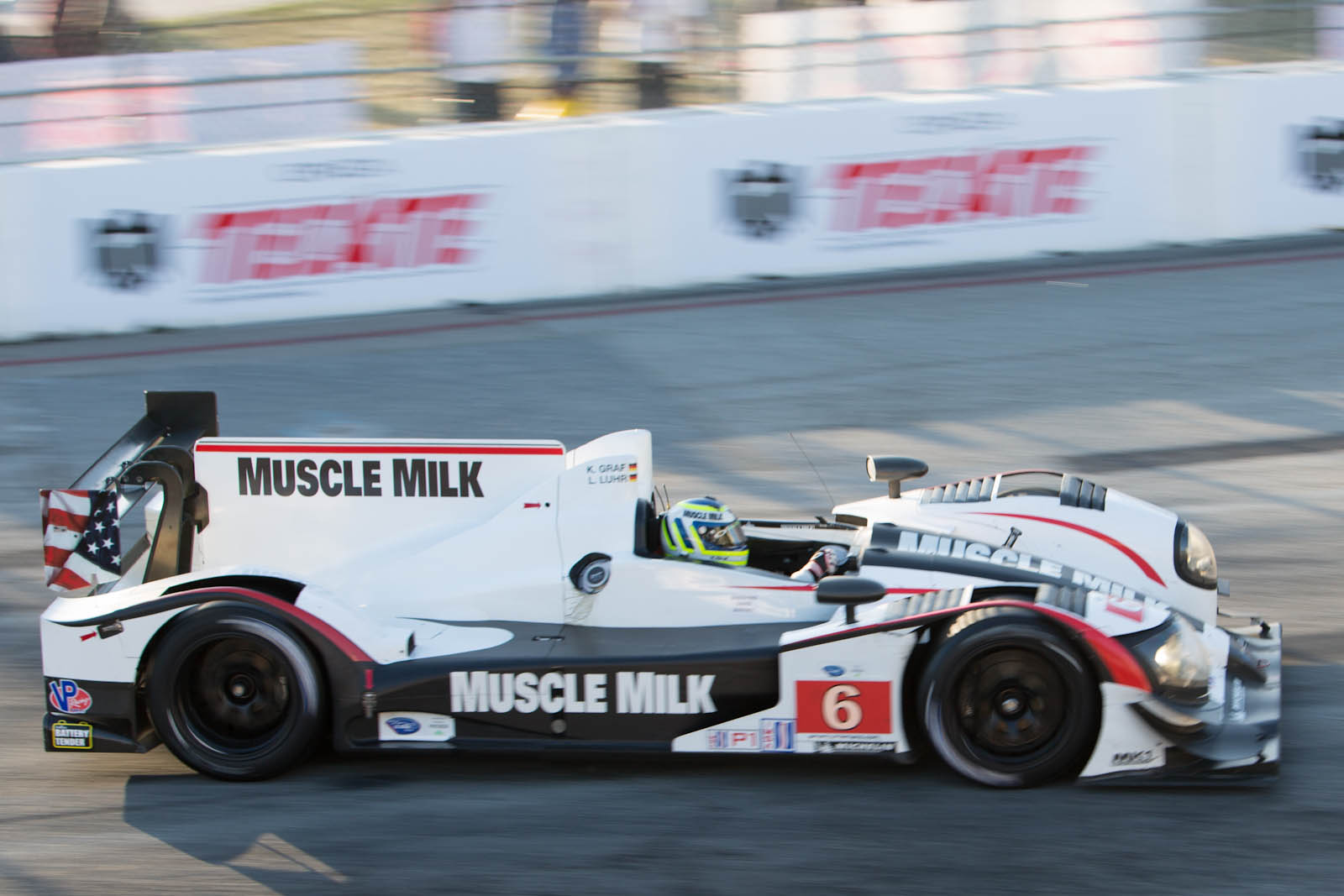
Klaus Graf pilotando un HPD en el Gran Premio de Long Beach de 2012

Klaus Graf (Dornhan, Alemania, 21 de julio de 1969) es un piloto de automovilismo de velocidad alemán que compite profesionalmente en automóviles deportivos. Fue campeón de la clase LMP1 de la American Le Mans Series en 2012 y 2013, y subcampeón en 2010 y 2011.
El piloto resultó cuarto absoluto en las 12 Horas de Sebring de 2010 y 2013, logrando además la victoria en la clase LMP2 en 2010. En Petit Le Mans llegó cuarto absoluto en 2000 y segundo en la clase LMP2 en 2010. El piloto también obtuvo el tercer puesto absoluto en las 24 Horas de Nürburgring de 2013.

## Carrera deportiva
Graf debutó en el automovilismo a la edad de 20 años, al disputar la Copa Suzuki Swift Alemana 1990. A continuación, corrió en la Fórmula Ford Alemana durante tres años, resultando campeón en 1993. Luego disputó la Fórmula 3 Alemana durante tres años, sin lograr podios.
En 1997, Graf dejó los monoplazas por los automóviles deportivos, y resultó tercero en la Copa Porsche Carrera Alemania. El piloto participó en dos carreras del Campeonato de la FIA de Sport Prototipos 1998 con una Ferrari 333 SP y una con un SMR WSC.
Panoz contrató a Graf como piloto oficial en 1999. Ese año diputó Petit Le Mans, la carrera de 1000 millas de la American Le Mans Series, donde terminó 11º absoluto con un Panoz LMP-1 Roadster-S. Con el mismo automóvil, el alemán disputó las 24 Horas de Le Mans, los 1000 km de Nürburgring y Petit Le Mans de 2000, resultando cuarto en las dos últimas acompañado de Johnny O'Connell y Hiroki Katou.
En 2001, el piloto disputó la ALMS como titular en Panoz, además de las 24 Horas de Le Mans. No logró ningún podio, y terminó 14º en el campeonato de pilotos de LMP900. En 2002 se desempeñó como piloto de pruebas de McLaren.
Graf pasó a disputar la Supercopa Porsche y la Copa Porsche Carrera Alemania en 2003, logrando un podio y la octava colocación final en la primera de ellas. En 2004 logró tres podios en la Supercopa Porsche, y terminó noveno en el campeonato. Por otra parte, terminó 17º en la fecha de Sears Point de la Copa NASCAR y tercero en la fecha de Nashville de la ARCA Series, en ambos casos con un Dodge del equipo BAM.
Rocketsports fichó a Graf para disputar la Trans-Am en 2005 con un Jaguar XK. Allí obtuvo el campeonato con cuatro victorias. En 2006 retornó a la American Le Mans Serie scon un Porsche 911 de Alex Job, al obtener una victoria y un cuarto puesto en la clase GT2 en cinco fechas disputadas junto a Mike Rockenfeller.
El alemán disputó seis fechas de la ALMS 2007 con el equipo Muscle Milk Pickett Racing, acompañando al dueño Greg Pickett. Sus mejores resultados absolutos fueron un noveno y un décimo, aunque obtuvo cuatro terceros lugares en la clase LMP1 y terminó noveno en el campeonato de pilotos de LMP1. También participó en las fechas de Sears Point y Watkins Glen de la Copa NASCAR con un Dodge de BAM, pero no clasificó a las carreras.
En 2008, Graf se limitó a disputar por tercera vez las 24 Horas de Le Mans con un Lola-Judd de la clase LMP1 con el equipo Charouz, abandonando nuevamente.
Pickett volvió a contratar a Graf para disputar cuatro fechas la ALMS 2009, ahora con un Porsche RS Spyder de la clase LMP2. Llegó cuarto absoluto en Mid-Ohio y quinto en Road America. Sus cuatro podios de clase le bastaron para terminar quinto en el campeonato de pilotos de LMP2.
El alemán disputó la temporada completa de la ALMS 2010 con un Porsche RS Spyder de Pickett, alterando de compañeros de butaca a lo largo del año. En las carreras de resistencia, resultó ganador de la clase LMP2 en las 12 Horas de Sebring y segundo en Petit Le Mans. En las demás fechas, logró dos victorias, dos segundo puestos y dos terceros bajo el reglamento fusionado LMP. El piloto resultó subcampeón de LMP, por detrás de la dupla David Brabham / Simon Pagenaud.
En 2011, Graf continuó en el equipo Pickett, pasando a pilotar un Lola-Aston Martin de la clase LMP1 junto a Lucas Luhr. Logró cuatro victorias y resultó subcampeón por detrás de Guy Smith y Chris Dyson, la otra dupla que disputó todas las fechas.
Graf venció en seis de las diez fechas de la ALMS 2012, pilotando en este caso un HPD ARX-03a. De este modo, obtuvo los títulos de pilotos y equipos de LMP1 junto a Luhr, batiendo a Smith y Dyson. En 2013 ganó ocho de las diez fechas, para repetir ambos títulos de LMP1 antes los rivales de Dyson. Por otra parte, llegó tercero absoluto en las 24 Horas de Nürburgring con un Mercedes-Benz SLS AMG de Rowe.